# Schradera andina
Schradera andina är en måreväxtart som beskrevs av Julian Alfred Steyermark. Schradera andina ingår i släktet Schradera och familjen måreväxter. Inga underarter finns listade i Catalogue of Life.